# Египет на летних Олимпийских играх 1948
Египет принимал участие в Летних Олимпийских играх 1948 года в Лондоне (Великобритания) в шестой раз за свою историю, и завоевал две золотые, две серебряные и одну бронзовую медали.

## 01!Золото
- Тяжёлая атлетика, мужчины — Ибрагим Шамс.
- Тяжёлая атлетика, мужчины — Махмуд Файяд.

## 02!Серебро
- Тяжёлая атлетика, мужчины — Аттиа Хамуда.
- Тяжёлая атлетика, мужчины — Али Хассан.

## 03!Бронза
- Греко-римская борьба, мужчины — Ибрагим Ораби.

## Результаты соревнований

### Академическая гребля
Соревнования по академической гребле на Олимпийских играх 1948 года проходили в гребном центре в Хенли-он-Темс, где ежегодно проводятся соревнования Королевской регаты. Из-за недостаточной ширины гребного канала в одном заезде могли стартовать не более трёх лодок. В следующий раунд из каждого заезда проходили только победители гонки.
Мужчины
| Соревнование | Спортсмены        | Предварительный заезд | Предварительный заезд | Предварительный заезд | Отборочный заезд | Отборочный заезд | Отборочный заезд | Полуфинал            | Полуфинал            | Полуфинал            | Финал                | Финал                |
| Соревнование | Спортсмены        | Заезд                 | Время                 | Место                 | Заезд            | Время            | Место            | Заезд                | Время                | Место                | Время                | Место                |
| ------------ | ----------------- | --------------------- | --------------------- | --------------------- | ---------------- | ---------------- | ---------------- | -------------------- | -------------------- | -------------------- | -------------------- | -------------------- |
| одиночки     | Мохамед Эль-Сайед | 4                     | 8:01,4                | 3                     | 3                | 7:44,8           | 2                | завершил выступление | завершил выступление | завершил выступление | завершил выступление | завершил выступление |